# بيدرو ألمودوبار
بيدرو المودوبار كابايارو (بالإسبانية: Pedro Almodóvar)‏ (كالثادا دي كالاترابا (ثيوداد ريال)، 24 سبتمبر 1951) هو مخرج ومؤلف وكاتب سيناريوهات إسباني.

## حياته

### الطفولة والشباب (1951-1984)
ولد المودوبار في 24 سبتمبر 1951 ببلدة كالثادا دي كالاترابا والتي تقع في مقاطعة ثيوداد ريال وسط عائلة حمّالين متواضعة ولم بلغ سنة الثامنة انتقل إلى إكستريمادورا. زاول تعلمه الثانوي عند الآباء السالسيانيين والفرنسيسكانيين بقصرش وفي هذه المدينة أصبح من هواة السينما الشغوفين ولم بلغ سن السادسة عشر ارتحل إلى مدريد قصد التسجيل بمدرسة السينما غير أنه لم يستطع القيام بذلك حيث كان فرنكو قد أمر بإغلاق المدرسة. عمل آنذاك في وظائف متفرقة ولم يستطع اقتناء كاميراته الأولى سوبر8 إلى بعد الحصول على عمل قار بالشركة الوطنية للهاتف الإسبانية حيث ضلّ فيها لمدة 12 سنة. أخذ بالاهتمام بالسينما والمسرح الطليعيين والتحق بفرقة غولياردوس المسرحية وتعرّف فيها على فيليكس روتائيتا وكارمن ماورا وهي التي ستصبح في ما بعد إحدى ملهماته.
في سبعينيات القرن 20 قام بيدرو المودوبار بكتابة سيناريوهات وشارك في مجلات مضادة لثقافة مثل ستار وبيبورا وبيبراثيونس بقصص ومقالات جعل له فيها شخصية خاصة سمّاها باتي دفوسا. في سنة 1972 شرع في تصوير أشرطته القصيرة الأولى والتي كان يدبلجها بنفسه في برشلونة ليصبح بذلك من أهم أعلام الموفيدا المدريدية والتي ساهم فيها كمغني مع فابيو ماك نامارا.وبالإضافة إلى بعض المقالات التي صدرت في جرائد ومجلات مثل البايس ودياريو 16 ولونا قام بنشر رواية قصيرة بعنوان فواغو دي ميس إنترانياس.

### فترة النضج (1985-)
بعد النجاح الذي سجله في الموفيدا وإخراجه عدة أشرطة، أسس مع أخيه أوغستين مؤسسة الديسايو للإنتاج سنة 1985 وذلك لتكون له حرية أكثر اختيار سيناريوهاته وكان أول شريط طويل أخرجه في تلك الفترة هو لا لاي دل ديسايو سنة 1986. كما قامت شركة الديسايو بإنتاج أفلام لمخرجين أمثال آلكس دي لا إغلاسيا وغيارمو دل تورو ودانيال كالبارسورو ومونيكا لاغونا وغيرهم.
1999 أفضل فلم عن Todo Sobre Mi Madre (كل شيء عن امي)وقد حصل الفلم على الاوسكار والجولدن جلوب وجائزة مهرجان كان بالإضافة لعدة جوائز عالمية أخرى.

### الاوسكار (2002-)
نال جائزة الاوسكار كاحسن سيناريو سينمائي عن فيلم talk to her كما رشح كاحسن مخرج عن نفس الفيلم.

## روابط خارجية
- بيدرو ألمودوبار على موقع IMDb (الإنجليزية)
- بيدرو ألمودوبار على موقع الموسوعة البريطانية (الإنجليزية)
- بيدرو ألمودوبار على موقع مونزينجر (الألمانية)
- بيدرو ألمودوبار على موقع قاعدة بيانات الأفلام العربية
- بيدرو ألمودوبار على موقع ألو سيني (الفرنسية)
- بيدرو ألمودوبار على موقع ميوزك برينز (الإنجليزية)
- بيدرو ألمودوبار على موقع تيرنر كلاسيك موفيز (الإنجليزية)
- بيدرو ألمودوبار على موقع أول موفي (الإنجليزية)
- بيدرو ألمودوبار على موقع بوكس أوفيس موجو (الإنجليزية)
- بيدرو ألمودوبار على موقع قاعدة بيانات برودواي على الإنترنت (الإنجليزية)